# Gwallog ap Llaennog
Gwallog ap Llaennog (anche Gwallawc, detto Marchawc Trin cioè meaning "cavaliere da battaglia"; fl. VI secolo) regnò nel VI secolo (c. 560 - 590) sull'Elmet, che si trovava nell'odierna area di Leeds, nello Yorkshire. Si pensa che sia la fondamenta storica del personaggio di Galvano, personaggio delle vicende arturiane.

## Storia
Si unì all'alleanza di sovrani britannici, tra cui Urien del Rheged, Riderch Hael di Alt Clut e Morcant Bulc del Bryneich, guidata dal cugino Urien del Rheged per cercare di scacciare gli angli di Bernicia dalla Britannia. Ma questa alleanza naufragò a seguito dell'assassinio di Urien da parte di Llofan Llaf Difo. Gwallog mosse poi guerra al Rheged insieme a Dunod Fawr delle Pennines settentrionali, attaccando il figlio di Urien, Elffin. Nel 590 Gwallog partecipò all'assedio di Ynys Metcaut.
A Gwallog successe il figlio Ceretic, che fu l'ultimo sovrano dell'Elmet e che fu deposto da re Edwin di Deira.

## Letteratura
Sono sopravvissuti due poemi che parlano di lui: Gwallawc the Battle Horseman e En env Gvledic nef gorchordyon.